# Bernart de Mallorques
Bernart de Mallorques, anche conosciuto come Bernat o  Bernart de Palaol, detto il Mercader Mallorquí (fl. 1356-1416), è stato un trovatore catalano  partecipante nel 1386 ai Jeux floraux con un partimen (Seny'en Vernatz, dues puncelhas say) composto insieme a Jacme Rovira.
È inoltre autore di una canso o comiat-maldit dal titolo Cercats d'uymay, ja.n suatz belha i proz
Senyer Bernatz, dues puncelhas say
           [Jacme]

           Senyer Bernatz, dues puncelhas say

           eguals de pretz, de bondat, de riquesa,

           ez us donzelhs d'amar l'una se presa,

           mas elha ges no·l vol ne·l te per gay.

           L'autra vos dich que l'ama coralmen,

           don grans servirs le fay se[ne]s mesura

           ez elh en re d'emar liey no se cura.

           Diatz me leu de qui·s deu far serven.

           [Bernatz]

           Responch vos donchs, pus que ve·l temps de may,

           Jaymes ysnelhs Rovira, ples d'abtesa:

           l'escuder gay complitz de gentilesa,

           pus qu'elha·l vol, sembla·m quez ella·l play;

           tant qu'yeu vos dich mon afar de present:

           la quez elh platz ges de liey non ha cura

           ans nueyt e jorn fa d'aquelh sa rencura

           delan me crits deu estr'obedien.

           [...]
Cercats d'uymay ja.n siatz belha y proz
           Cercats d'uymay, ja·n siatz belha y proz,

           qui·ls vostres pretz vos laus e·l ris plasens,

           car vengut es li temps que m'hauretz menys:

           no m'alciura vostre sguar amoros

           ne la semblança gaya,

           car trobat n'ay qui·m play sol qu'a luy playa:

           autra ses vos, perqu'ieu li·n volray be,

           don tench en car s'amor, qu'axi·s cove.

           Lonch temps m'avets fayt star cossiros,

           per vostros torts viure fels rependens,

           mas garitz suy de totz vostres turments:

           ja no·m fara vostra semblan gelos.

           D'uymay qui us vulha us haia:

           ffayts ho·m desfayts com qui us play e us desplaya,

           car ges d'uymay no us rependray de re:

           vo·l m'antendets si m'havets fayt de que.

           [...]